# Maskersaltator
De maskersaltator (Saltator cinctus) is een zangvogel uit de familie Thraupidae (Tangaren).

## Verspreiding en leefgebied
Deze soort komt voor van zuidoostelijk Colombia tot noordoostelijk Peru.